# Spoken word

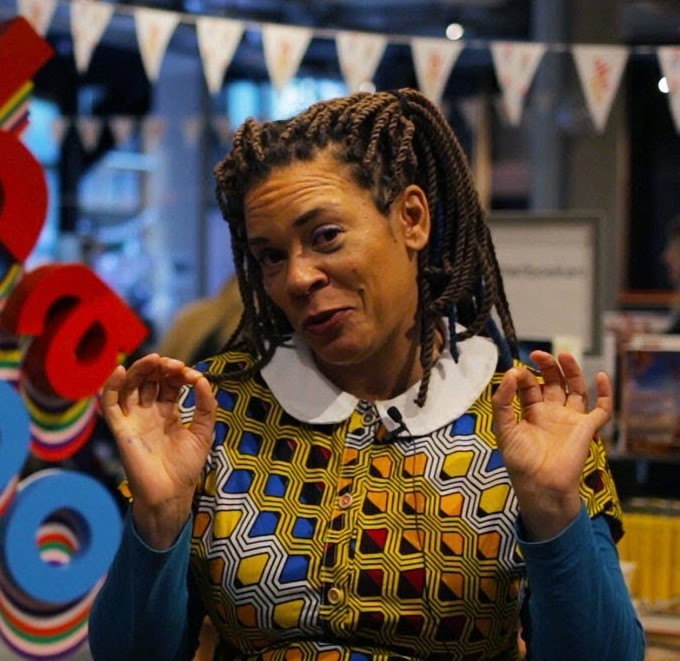
Spokenwordperformer Babs Gons

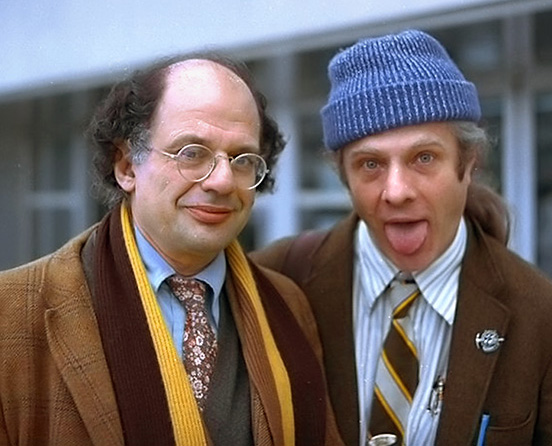
Allen Ginsberg en Peter Orlowski

Spoken word (Engels; letterlijk: gesproken woord) is voordracht van literatuur, veelal binnen de popcultuur.

## Vorm en geschiedenis
De voordrachten vinden plaats als lezing of performance, met poëzie, prozagedichten, proza, korte verhalen, columns, statements, poetry slam enzovoorts. De voordracht kan worden gesproken, gedeclameerd of gezingzegd, al dan niet met visuele of muzikale ondersteuning, zoals veelal met videoprojecties en/of geluidslandschappen ('soundscapes') of met zachte muziek die gespeeld wordt door een liveorkest, al dan niet voorzien van een videoprojectie op de achtergrond.
De kunstuiting is vooral verbonden aan de fluxus-beweging uit de jaren zeventig. Ook no wave-artieste Lydia Lunch legde zich toe op deze performance en vermengde punk-invloeden met deze kunstvorm.

## Bekende spokenwordartiesten

### Hedendaagse Nederlandse spokenwordartiesten
- Akwasi
- Gershwin Bonevacia
- Dean Bowen
- Babs Gons
- Derek Otte
- Mula B

### Voordrachtsdichters
- Laurie Anderson
- BangBang
- Captain Beefheart (Don Van Vliet)
- Jello Biafra
- William S. Burroughs
- Anne Clark
- Jules Deelder
- Ani DiFranco
- Johnny van Doorn
- Allen Ginsberg
- Gil Scott-Heron
- Lauryn Hill
- Jack Kerouac
- Rupi Kaur
- Talib Kweli
- Lydia Lunch
- Jim Morrison
- Henry Rollins
- Ursula Rucker
- Jill Scott
- Patti Smith
- Serj Tankian
- Simon Vinkenoog
- Tom Waits

### Cabaretiers en andere artiesten
- Victor Borge
- Lenny Bruce
- Baz Luhrmann
- Alan Moore
- Henry Rollins
- Chris Rock
- Robin Williams

### Acteurs en actrices
- Judith Anderson
- Claire Bloom
- Richard Burton
- José Ferrer
- Albert Finney
- John Gielgud
- Dennis Hopper
- James Mason
- Laurence Olivier
- Tyrone Power
- Vincent Price
- Anthony Quayle
- Ralph Richardson
- William Shatner
- Maggie Smith